# Подгорье (Коми)
Подгорье  — деревня в Сысольском районе Республики Коми в составе сельского поселения  Палауз. 

## География
Расположена на расстоянии менее 1 км от центра поселения села Палауз на юг.  

## История
Известна с 1784 года.

## Население
Постоянное население  составляло 32 человека (коми 94%) в 2002 году, 24 в 2010 .